# Правая Пайдугина
Правая Пайдугина — река в России, протекает по Томской области, Красноярском крае. Устье реки находится в 432 км по правому берегу реки Пайдугина. Длина реки составляет 33 км.
Высота истока — 146,4 м над уровнем моря. Высота устья — 125,6 м над уровнем моря.

## Данные водного реестра
По данным государственного водного реестра России относится к Верхнеобскому бассейновому округу, водохозяйственный участок реки — Кеть, речной подбассейн реки — бассейн притоков (Верхней) Оби от Чулыма до Кети. Речной бассейн реки — (Верхняя) Обь до впадения Иртыша.
Код объекта в государственном водном реестре — 13010600112115200027993.